# Пайн-Крік 66A
Пайн-Крік 66A (англ. Pine Creek 66A) — індіанська резервація в Канаді, у провінції Манітоба, у межах невключеної частини переписної області №19.

## Населення
За даними перепису 2016 року, індіанська резервація нараховувала 631 особу, показавши скорочення на 7,9%, порівняно з 2011-м роком. Середня густина населення становила 8 осіб/км².
З офіційних мов обидвома одночасно не володів жоден з жителів, тільки англійською — 630. Усього 100 осіб вважали рідною мовою не одну з офіційних, з них 95 — одну з корінних мов.
Працездатне населення становило 39,1% усього населення, рівень безробіття — 23,5%.
Середній дохід на особу становив $20 556 (медіана $16 448), при цьому для чоловіків — $17 151, а для жінок $23 798 (медіани — $13 536 та $17 536 відповідно).
16,1% мешканців мали закінчену шкільну освіту, не мали закінченої шкільної освіти — 60,9%, 23% мали післяшкільну освіту, з яких 15% мали диплом бакалавра, або вищий.
| Статево-вікова структура населення | Статево-вікова структура населення | Статево-вікова структура населення | Статево-вікова структура населення | Статево-вікова структура населення |
| ---------------------------------- | ---------------------------------- | ---------------------------------- | ---------------------------------- | ---------------------------------- |
|                                    |                                    |                                    |                                    |                                    |
| Всього                             | Всього                             | 51,2%48,8%                         |                                    |                                    |
| 0 — 14 років                       | 0 — 14 років                       |                                    | 30,7%                              | 30,7%                              |
| 15 — 64 років                      | 15 — 64 років                      |                                    | 63%                                | 63%                                |
| 65 і більше                        | 65 і більше                        |                                    | 6,3%                               | 6,3%                               |
| Середній вік (років)               | Середній вік (років)               | 29,130,0                           | 29,5                               | 29,5                               |
| Медіана (років)                    | Медіана (років)                    | 23,927,4                           | 25,6                               | 25,6                               |
| — чоловіки — жінки                 |                                    |                                    |                                    |                                    |

| Походження мешканців:     | Походження мешканців:     | Походження мешканців: | Походження мешканців: | Походження мешканців: |
| ------------------------- | ------------------------- | --------------------- | --------------------- | --------------------- |
| Походження                |                           |                       | осіб                  | %                     |
| Корінні американці        | Корінні американці        |                       | 610                   | 96.83%                |
| Інше північноамериканське | Інше північноамериканське |                       | 0                     | 0%                    |
| Європейське               | Європейське               |                       | 135                   | 21.43%                |
| британське                | британське                |                       | 45                    | 7.14%                 |
| французьке                | французьке                |                       | 105                   | 16.67%                |
| українське                | українське                |                       | 10                    | 1.59%                 |

## Клімат
Середня річна температура становить 1,4°C, середня максимальна – 22,4°C, а середня мінімальна – -24,1°C. Середня річна кількість опадів – 548 мм.
| Клімат поселення                              | Клімат поселення | Клімат поселення | Клімат поселення | Клімат поселення | Клімат поселення | Клімат поселення | Клімат поселення | Клімат поселення | Клімат поселення | Клімат поселення | Клімат поселення | Клімат поселення | Клімат поселення |
| Показник                                      | Січ.             | Лют.             | Бер.             | Квіт.            | Трав.            | Черв.            | Лип.             | Серп.            | Вер.             | Жовт.            | Лист.            | Груд.            |                  |
| Середній максимум, °C                         | −12,2            | −8,45            | −1,6             | 7,78             | 15,55            | 21,26            | 22,35            | 21,06            | 15,32            | 8,42             | −1,8             | −11,1            |                  |
| Середня температура, °C                       | −18,17           | −14,42           | −7,55            | 1,81             | 9,59             | 15,31            | 18,42            | 17,12            | 11,39            | 4,48             | −5,72            | −15,03           |                  |
| Середній мінімум, °C                          | −24,13           | −20,39           | −13,52           | −4,14            | 3,64             | 9,35             | 14,48            | 13,19            | 7,45             | 0,56             | −9,66            | −18,96           |                  |
| Норма опадів, мм                              | 24               | 16               | 29               | 32               | 53               | 86               | 83               | 70               | 63               | 40               | 27               | 25               |                  |
| Середньомісячна швидкість вітру, м/с          | 3.49             | 3.50             | 3.60             | 3.80             | 3.97             | 3.70             | 3.40             | 3.40             | 3.80             | 3.90             | 3.80             | 3.60             |                  |
| Середньомісячна сонячна радіація, кДж/м²·день | 3618             | 6919             | 12504            | 17238            | 20502            | 21613            | 21539            | 18112            | 12144            | 7047             | 3724             | 2738             |                  |
| --------------------------------------------- | ---------------- | ---------------- | ---------------- | ---------------- | ---------------- | ---------------- | ---------------- | ---------------- | ---------------- | ---------------- | ---------------- | ---------------- | ---------------- |
| Джерело:                                      |                  |                  |                  |                  |                  |                  |                  |                  |                  |                  |                  |                  |                  |